# Oficina salitrera María Elena

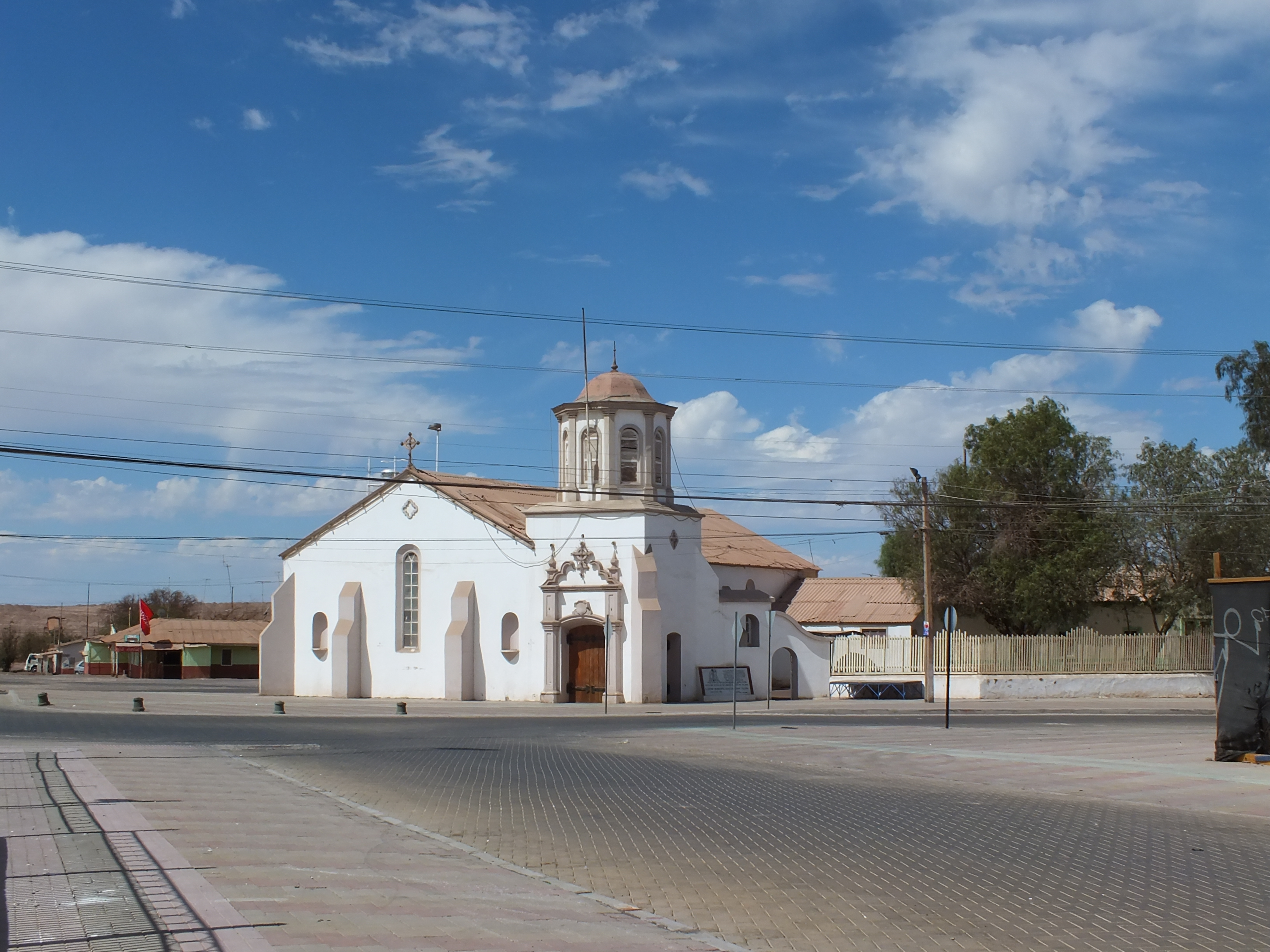
Salitrera María Elena.

María Elena es una oficina salitrera, aún en operaciones, ubicada en la comuna del mismo nombre, en Chile. Se encuentra a 220 km al noreste de Antofagasta.
Junto a la oficina salitrera viven actualmente 6.457 (según el censo de 2017) habitantes, la mayoría trabajadores de ella. Fue declarado en 1999 como Zona Típica por el Consejo de Monumentos Nacionales.  
Actualmente es propiedad de la empresa SQM.

## Historia
Fue fundada en 1926 por la Compañía Salitrera Anglo Chilena. El diseño de la oficina tiene un trazado que emula las líneas de la bandera del Reino Unido, con cuatro lados mayores y cuatro lados menores. 

## Zona patrimonial
En 1999 se otorgó el título de Monumento Histórico al barrio cívico: Ex Escuela Consolidada, Pulpería, Mercado, Teatro Metro, Iglesia San Rafael Arcángel, Sindicato N° 3, Ex Baños Públicos, Banco del Estado, Asociación Social y Deportiva. 
El terremoto del 14 de noviembre de 2007 causó daños en la iglesia, el teatro, la escuela y la pulpería, lo que hizo temer una posible demolición.  
En enero de 2009, la empresa SQM y el Gobierno Regional de Antofagasta firmaron un Protocolo de Acuerdo para reparar lo dañado por el terremoto, en el cual la empresa SQM se comprometió a reparar mil viviendas y reconstruir otras cincuenta que debían ser demolidas. 
Un decreto formalizado en marzo de 2009 en Antofagasta, permitirá que los proyectos futuros conserven la armonía del entorno de la localidad, que tiene la particularidad de ser propiedad privada, de la empresa SQM. Según la Ley de Monumentos nacionales la declaración de Zona Típica obliga a resguardar casas, barrios, calles y sectores patrimoniales.